# Nikolaj Gerasimovič Kuznecov
Nikolaj Gerasimovič Kuzn(j)ecov [nikoláj gerasímovič kuznécov] (rusko Никола́й Гера́симович Кузнецо́в), * 24. julij 1904, † 6. december 1974.
Kuznecov je bil ljudski komisar za Sovjetsko vojno mornarico med letoma 1939 in 1946. Leta 1955 je dobil čin admirala flote (ladjevja) Sovjetske zveze, adekvaten činu maršala Sovjetske zveze, a je bil že naslednjega leta degradiran, posthumno so mu leta 1988 vrnili ta čin.
Po njem so poimenovali letalonosilko Admiral Kuznjecov razreda Admiral Kuznecov.